# Kunst- und Besinnungsweg

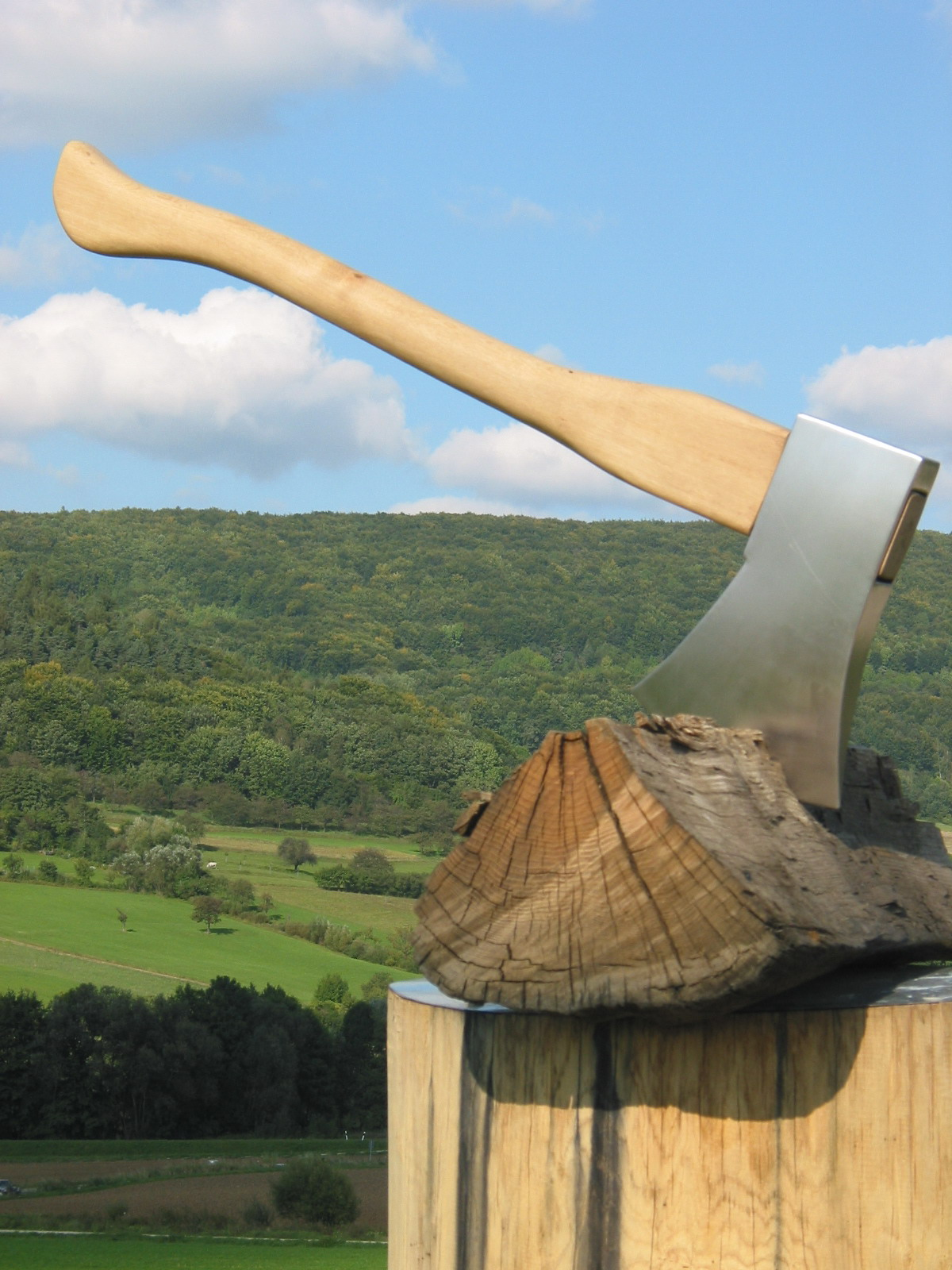
"Gegen die Natur"

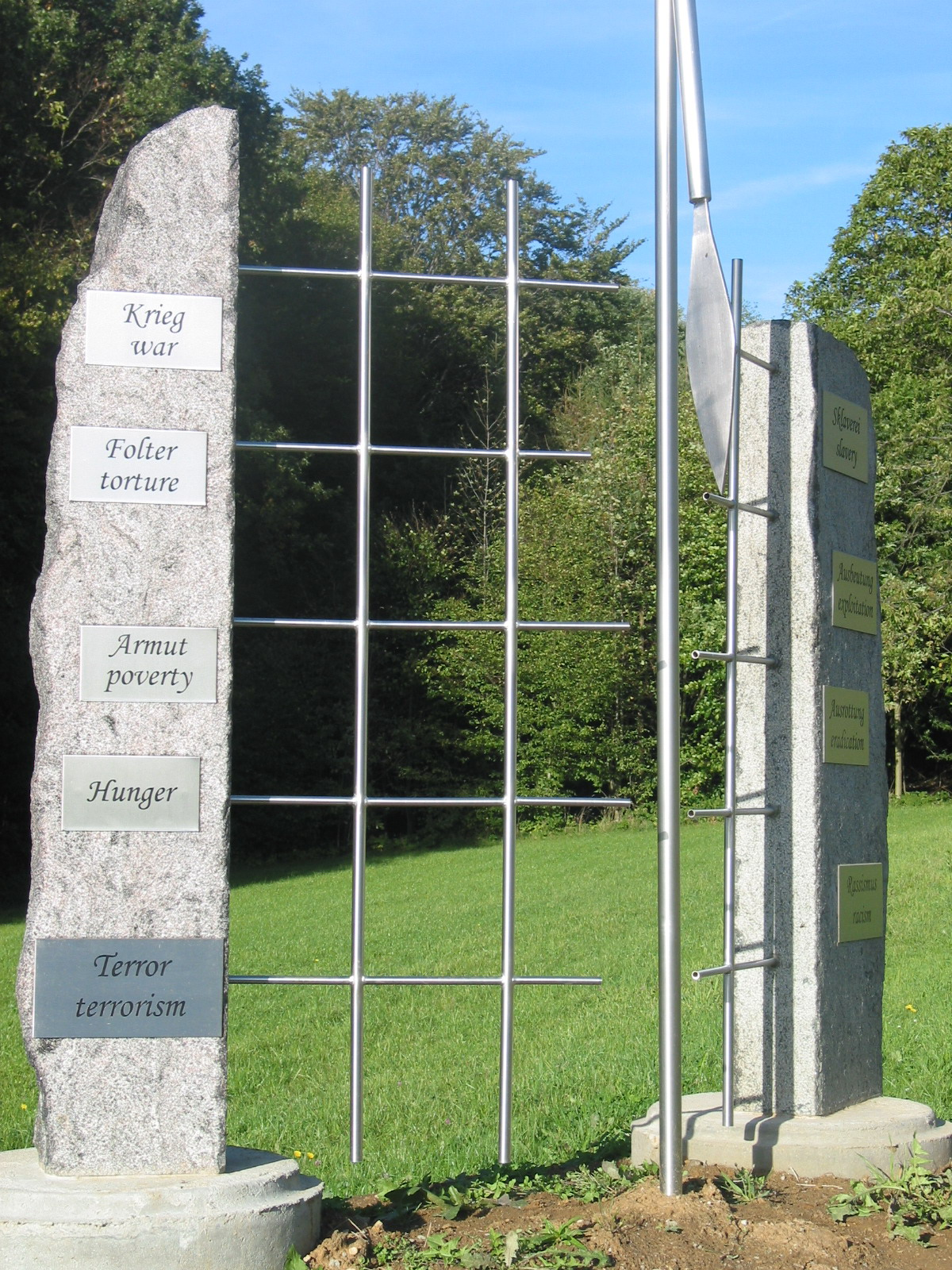
"Vision - Ende der Gewalt"

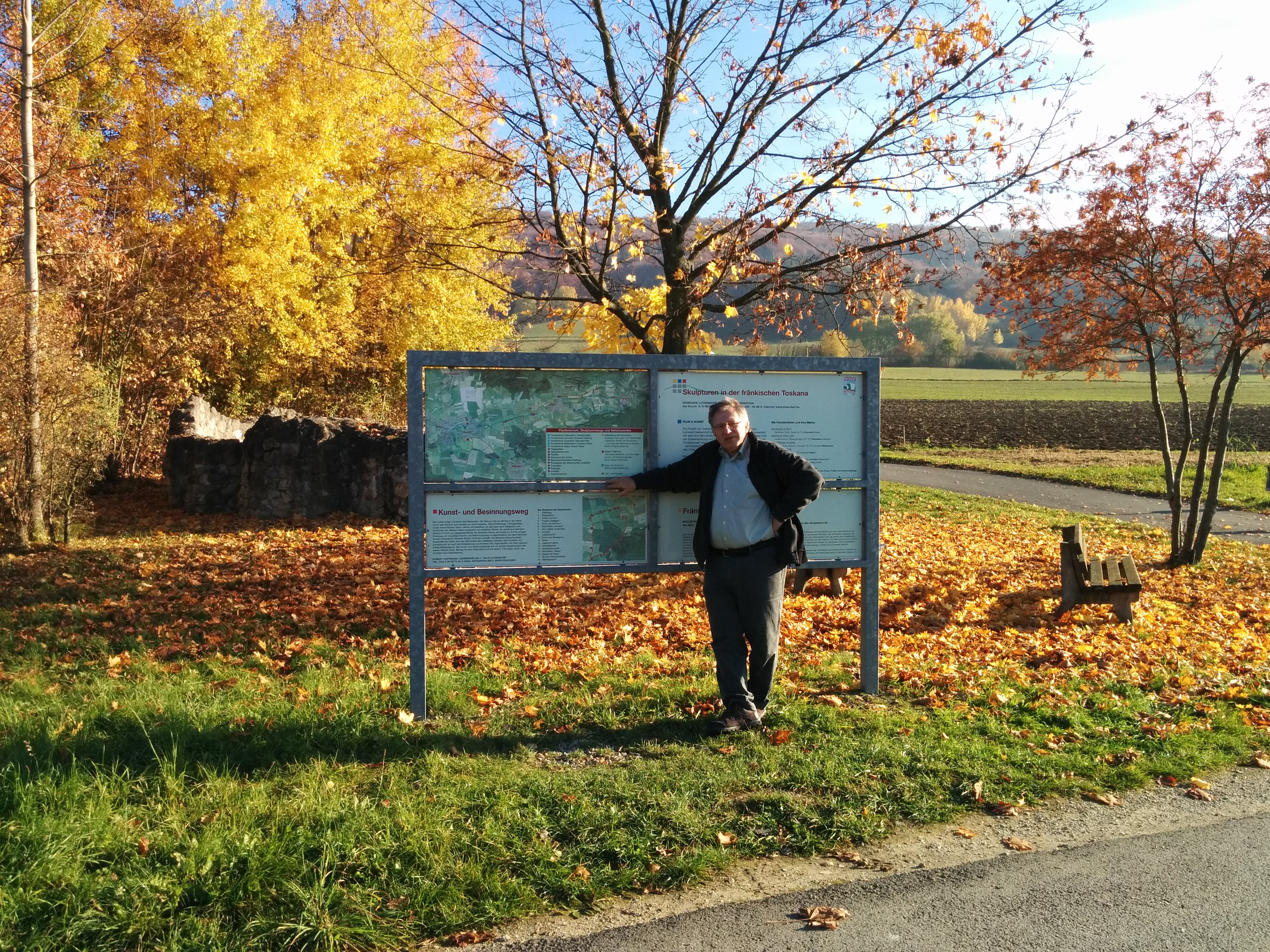
"Robert Hoffman vor der Infotafel zum Kunst- und Besinnungsweg"

Der Kunst- und Besinnungsweg ist ein 3,3 km langer Skulpturenweg zwischen Litzendorf, Lohndorf und Melkendorf und gehört zu den Besonderheiten der Fränkischen Toskana. Er besteht aus insgesamt 16 Kunstwerken von gegenständlicher bis absoluter Kunst. Gegenstand der Arbeiten sind die Bereiche Menschlichkeit, Kreativität und Natur. Ein Schwerpunkt ist die Einbeziehung von Kindern und Jugendlichen mit ihrem eigenen Kreativitätsausdruck. Der Kunst- und Besinnungsweg will mit seinem Gedankengut und seinen Werken einen Beitrag für eine friedvollere Zukunft leisten.

## Initiator
Der Kunst- und Besinnungsweg wurde in Eigeninitiative von dem freischaffenden Litzendorfer Künstler Robert Hoffmann erstellt.

## Kunstwerke
Die Kunstwerke sollen zum Besinnen und Weiterdenken anregen. Sie wurden so ausgewählt, dass sich auch ein Laie ohne großes Kunstverständnis seine Gedanken über eine friedlichere Welt machen kann.
Die Titel, der entlang des Weges aufgestellten Kunstwerke lauten:
- Dreiklang
- Bürgerthron (nicht mehr aufgestellt)
- Hülle und Kern
- Saatgut
- Güte und Schmerz
- Mehrfüßler Mensch
- Sich selbst annehmen
- Zeichen
- Lebensschiff
- Ruhe und Bewegung
- Vision
- Jugendprojekte
- Keimzellen der Gewalt
- Gedankenspirale
- Mehrfüßler Natur (nicht mehr aufgestellt)
- Gegen die Natur (nicht mehr aufgestellt)
- Tor der Menschlichkeit
- Weltreligionen (nicht mehr aufgestellt)
- Lebensschlüssel (seit September 2015)
- Glauben leben (seit September 2015)
- Spuren (seit September 2015)